# Homo Sapiens (Film)
Homo Sapiens ist ein Dokumentarfilm des österreichischen Regisseurs Nikolaus Geyrhalter aus dem Jahr 2016, der die Rückeroberung von Orten durch die Natur zeigt, die von Menschen geschaffen und später verlassen wurden. Der Stil des Films ähnelt einem Fotoalbum, das nach und nach vorgeführt wird. Die meisten Bilder zeigen verfallende Gebäude, aufgegebene Fahrzeuge und im Überwuchern begriffene Straßen und Plätze. Jedes Motiv ist für etwa eine halbe Minute zu sehen. Die Kamera bewegt sich dabei nicht. Stets sind deutlich die Hintergrundgeräusche des jeweiligen Ortes zu hören, oft Regen. Während des gesamten Films wird nicht gesprochen und ist keine Musikuntermalung zu hören. Außer dem Vorspann und dem Abspann werden keine Einblendungen gezeigt.

## Produktion
Gefilmt wurde im Dolby-Atmos-Verfahren mit Red-Digitalkameras im 4K-Format. Locationscout Simon Graf hatte Hilfe aus der Urban-Exploration-Szene, weshalb die Drehorte auch weitgehend geheim gehalten wurden. Die Bilder wurden in mehreren Ländern (weltweit) aufgenommen. Der Film beginnt mit den Mosaiken aus dem bulgarischen Busludscha-Denkmal und dann folgt eine Strecke mit Bildern aus  Fukushima, ca. vier Kilometer vom Kraftwerk entfernt, einige Jahre nach dem dortigen Reaktorunfall. Zu sehen ist auch die argentinische Stadt Villa Epecuén, die von einem Salzsee komplett überschwemmt wurde und nach 25 Jahren aufgetaucht ist, nachdem der Wasserpegel wieder gesunken ist. Die verlassene Insel am Ende des Films befindet sich in Japan und ist denkmalgeschützt.
Arbeitstitel des Films war „Irgendwann“, in Anspielung darauf, dass der Film eine Welt nach dem Untergang der Menschheit zeigt.

## Kritik
„Nikolaus Geyrhalters fantastischer Dokumentarfilm Homo sapiens zeichnet in einer leeren, von der Natur zurückeroberten, aber doch einst von Menschen gemachten Welt ein unbehagliches Szenario: er ist sowohl Science-Fiction als auch Dokument, zugleich Postapokalypse und Gegenwart.“

„Dokumentarfilmer Nikolaus Geyrhalter entwirft in fantastischen Bildern und mittels eines hypnotischen Sounddesigns das Panorama einer Welt, die den Menschen nicht braucht, und macht vorstellbar, wie es sich anfühlt und anhört, wenn die Zivilisation sich überlebt hat. Dabei verzichtet er auf Kommentare und wirft den Zuschauer damit auf sich selbst zurück.“

## Auszeichnungen
- Wild Dreamer Award for Best Documentary, Subversive Film Festival, Zagreb (2016)
- Bestes Sounddesign Dokumentarfilm, Diagonale, Festival des österreichischen Films, Graz (2017)